# نیسمو

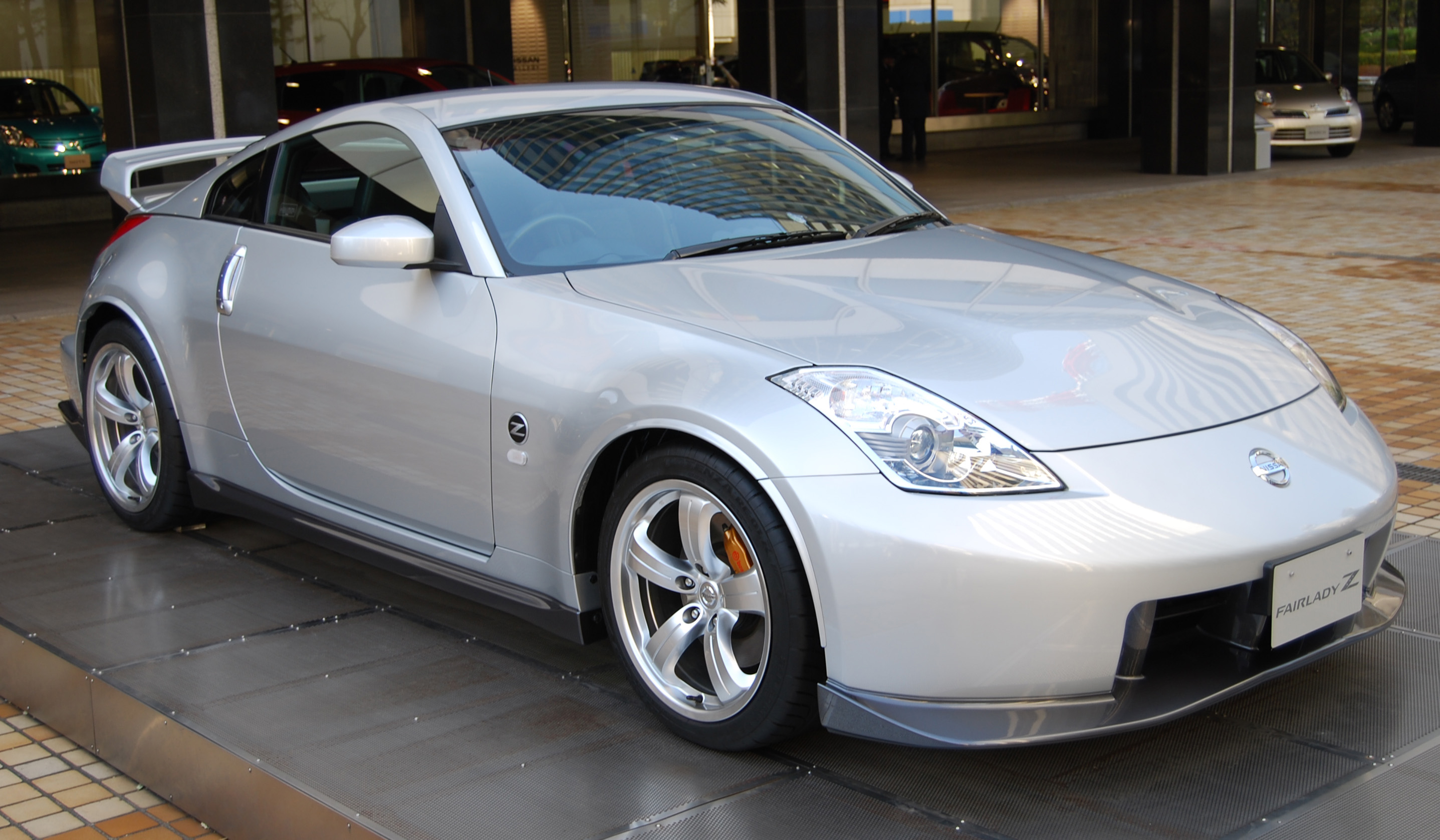
نیسمو ۳۵۰زد، تیونینگ شده مدل نیسان ۳۵۰زد

نیسمو (به انگلیسی: Nissan Motorsport - Nismo)‏ (کوتاه‌شده: نیسان موتوراسپورت) شرکت خودروسازی ژاپنی است، که مدیریت بخش ورزش‌های موتوری شرکت نیسان را بر عهده دارد، همچنین در زمینه تیونینگ بخش‌های مختلف خودرو، از جمله آیرودینامیک کردن، برآکش موتورهای درون‌سوز، سیستم‌های تعلیق و افزایش کارایی قطعات خودروهای نیسان، اینفینیتی و داتسون فعالیت می‌نماید.
شرکت نیسمو در سال ۱۹۸۴ با ادغام دو زیرمجموعه ورزش‌های موتوری نیسان که کارخانه‌های آنها در شهرهای اوموری و یوکوسوکا، کاناگاوا مستقر بودند، راه‌اندازی شد. در حال حاضر دفتر مرکزی این شرکت در شیناگاوا، توکیو و کارخانه مرکزی آن در شهر یوکوهاما، ژاپن قرار دارد.